# Nørregade (Aalborg)
 For alternative betydninger, se Nørregade. (Se også artikler, som begynder med Nørregade)
Nørregade er en gågade i Aalborg. Gaden var en del af byens Algade i begyndelsen af 1000-tallet. Selve navnet Nørregade bruges efter 1600-tallet og har været brugt siden om strækningen. 
I vest fortsættes Nørregade af Bredegade og mod øst fortsættes Nørregade af Østerbro. Begge gader var en del af den historiske Algade, de har fungeret som gågade siden 1978, ligesom en stor del af Algade. En række udvalgsvarebutikker ligger i Nørregade og der er adgang til shoppingcentret Friis, Medborgerhuset med byrådssal og Hovedbiblioteket.